# Vit (hudfärg)

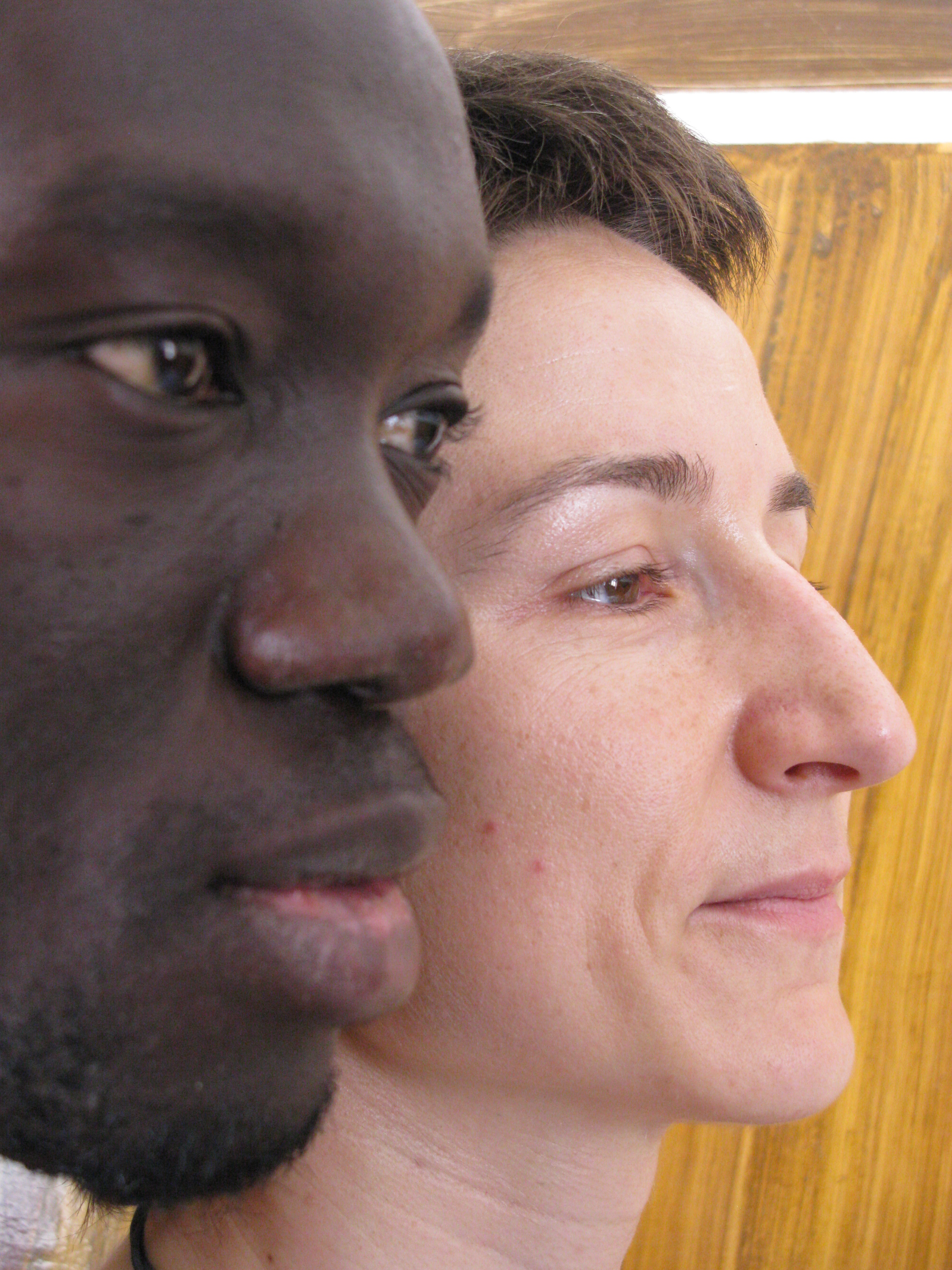
Mörkhyad person (vänster) jämte ljushyad person (höger).

Vit, vithyad eller ljushyad är vad man i kontrast till andra hudfärger vardagligt benämner dem med ljusare hudfärg, mer specifikt dito européer eller personer med dito europeiskt ursprung och särskilt med ljusare hår- och ögonfärg. Den ljusa hudfärgen kännetecknas av ljust pigment och låga mängder melanin i huden. Låg pigmentering leder till att mer vitamin D kan bildas i huden,[källa behövs] men skyddar sämre mot solbränna, och lämpar sig bäst för områden med svag solstrålning.
Begreppen, likt antonymer såsom svart, är historiskt starkt associerade med rasbiologi och kan ha negativ konnotation om ej annat än visuellt kännetecken per praktiska omständigheter. Benämningen som senare förändrades till kaukasoider är numer föråldrad, då indelningen i människoraser utifrån yttre kännetecken inte överensstämmer med nyare forskning. Uttrycket "vit" används dock än idag i demografiska sammanhang om människor med ljusare hudfärg.

## Historia

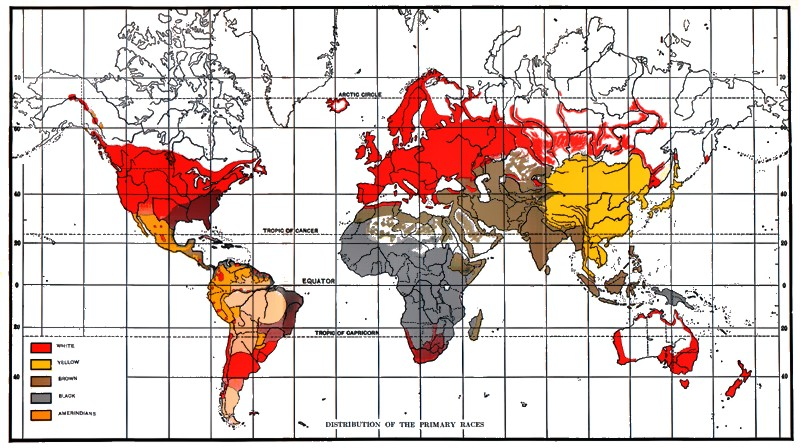
Amerikanska karta från 1920 över "Fördelningen av huvudraserna" i världen, med områdena for «den vita rasen» markerade med rött. Notera att kartan inte är särskilt komplett.

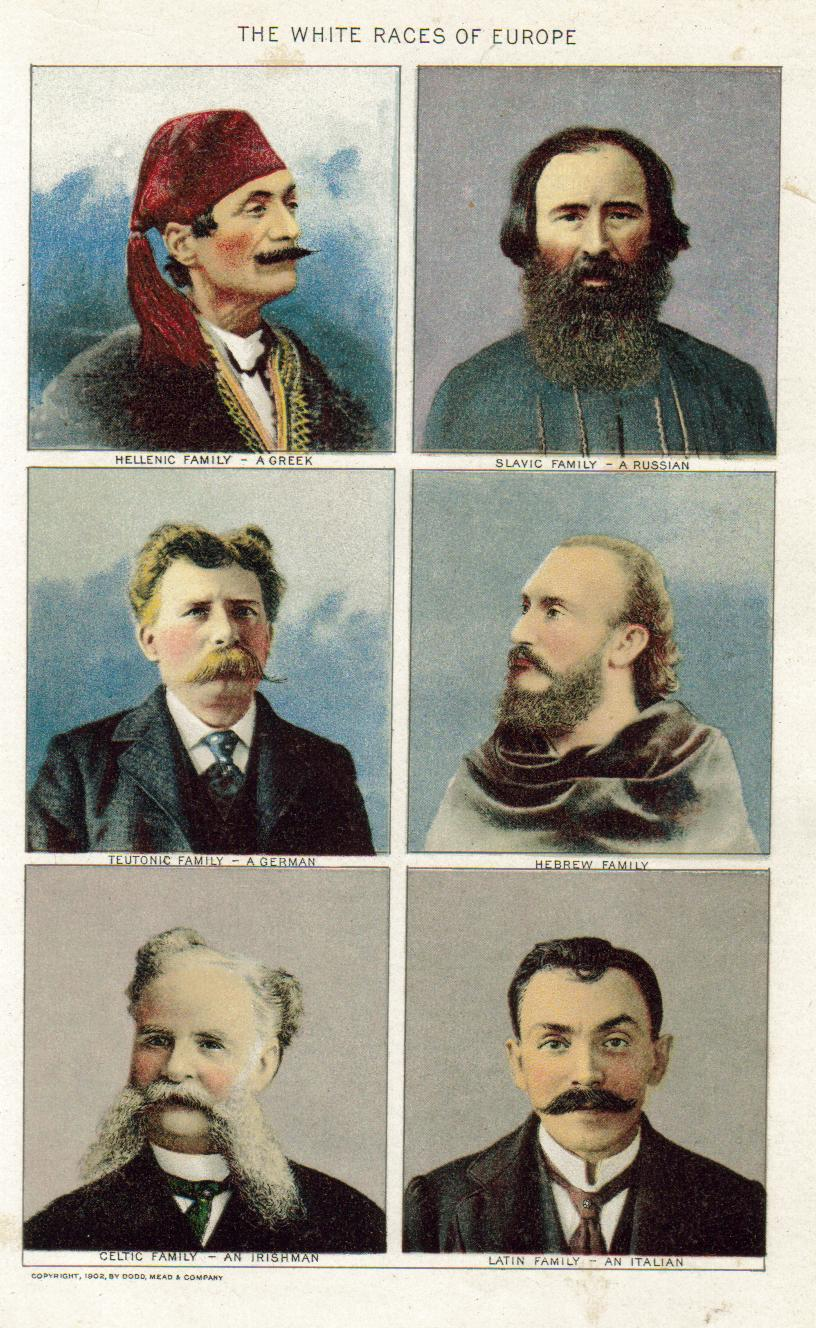
"Den vita rasen i Europa" från New International Encyclopedia, USA 1902.

Begreppet spreds i europeiska språk på 1600-talet, i samband med kolonialismen. Äldre tiders vetenskap ansåg att de vita ingick i en av mänsklighetens raser. Carl von Linné delade t.ex. in människan i fyra raser: "vita", "gula", "svarta" och "röda". Rasteorin tillskrev den vita rasen diverse fördelaktiga mentala egenskaper som placerade denna högst i rangordningen av mänskligheten.
Vilka som räknats som vita har skiftat genom åren utan någon egentlig koppling till hur mycket pigment personerna ifråga har haft. Till exempel ansåg Benjamin Franklin att de flesta europeiska folk var "svartmuskiga" (han räknar upp fransmän, ryssar, svenskar och tyskar förutom saxare) i motsats till de "rent vita" engelsmännen. De välkänt bleka irländarna ansågs vara färgade när de först invandrade till USA. Även italienare ansågs som färgade när de var nya i USA.
Begreppet kaukasisk ras myntades av den tyske antropologen Johann Friedrich Blumenbach i slutet av 1700-talet och ingick i hans studier om mänsklighetens fem raser.
Förr var rasbiologin noga med att dela upp huvudraserna i separata delraser. Den vita rasen delades exempelvis upp i tre stora delraser. Dessa tre raser var nordisk ras, alpin ras och medelhavsras. Dock kunde fler förekomma som exempelvis östbaltisk ras, dinarisk ras, orientalisk ras, turanider, etiopider, indidier och armenoider. Idag anser forskningen att skillnaden mellan folkgrupperna alltid varit liten och det genetiska flödet i populationen har varit stora, vilket gör att det inte är meningsfullt att tala om delraser. Delraserna gick även under andra benämningar som exempelvis arier, semiter och hamiter.